# 海因茨·菲比希

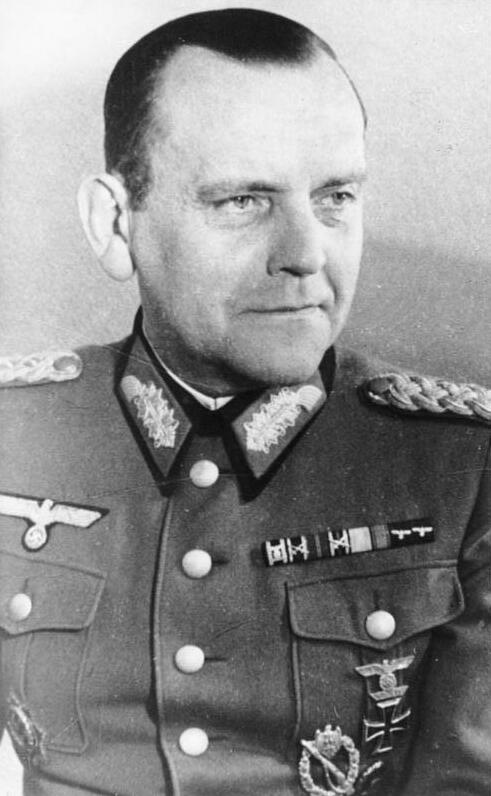
海因茨·菲比希

海因茨·菲比希（Heinz Fiebig，1897年3月23日 - 1964年3月3日）是一位第二次世界大战期间的德国国防军将领，
1945年5月8日，当时军衔为少将、正擔任第84步兵师师长的海因茨·菲比希被提名获得骑士铁十字勋章。不過提名沒多久恰好战争结束，提名工作只差有關部門签字認可。最後勛章的頒發工作也就不了了之。